# Nadezhda Khnykina
Nadezhda Pavlovna Khnykina, née le 24 juin 1933 à Tbilissi, mariée Nadezhda Pavlovna Dvalishvili, était une athlète d'URSS qui participait surtout au 200 m et au saut en longueur.
Khnykina s'entraînait au club du Dynamo à Tbilissi. Elle a participé aux Jeux olympiques d'été de 1952 remportant la médaille de bronze sur 200 m. Quatre ans plus tard, elle gagnait encore du bronze en saut en longueur.

## Palmarès

### Jeux olympiques d'été
- Jeux olympiques d'été de 1952 à Helsinki ( Finlande)
  -  Médaille de bronze sur 200 m
  - 4e en relais 4 × 100 m
- Jeux olympiques d'été de 1956 à Melbourne ( Australie)
  -  Médaille de bronze au saut en longueur

### Records
- Record du monde du relais 4 × 100 m en 45 s 6, le 20 septembre 1953 à Budapest avec le relais de l'URSS composé également de Irina Turova, Vera Kalashnikova et Zinaida Safronova (amélioration du record détenu par le relais allemand composé de Klein, Petersen, Sander et Knab ;  sera battu par un autre relais de l'URSS composé de Bochkaryeva, Itkina, Krepkina et Kosheleva).